# Cymodoce trilobata
Cymodoce trilobata là một loài chân đều trong họ Sphaeromatidae. Loài này được Miers năm Hansen miêu tả khoa học năm 1905.